# Campionati svedesi di sci alpino 2013
I Campionati svedesi di sci alpino 2013 si sono svolti a Åre e a Funäsdalen dal 21 al 23 marzo. Il programma ha incluso gare di discesa libera, supergigante, slalom gigante e slalom speciale, tutte sia maschili sia femminili.
Trattandosi di competizioni valide anche ai fini del punteggio FIS, vi hanno partecipato anche sciatori di altre federazioni, senza che questo consentisse loro di concorrere al titolo nazionale svedese.

## Risultati

### Uomini

#### Discesa libera
| Pos. | Atleta           | Nazione   | Tempo   |
| ---- | ---------------- | --------- | ------- |
| 1    | Douglas Hedin    | Svezia    | 1:40,16 |
| 2    | Daniel Ericsson  | Svezia    | 1:41,10 |
| 3    | Felix Monsén     | Svezia    | 1:41,35 |
| 4    | Alexander Köll   | Svezia    | 1:42,10 |
| 5    | Fredrik Bauer    | Svezia    | 1:42,63 |
| 6    | Max Luukko       | Finlandia | 1:42,76 |
| 7    | Daniel Steding   | Svezia    | 1:42,89 |
| 8    | Anthon Cassman   | Svezia    | 1:43,34 |
| 9    | Sixten Svensson  | Svezia    | 1:43,37 |
| 10   | Christopher Mafi | Svezia    | 1:43,39 |

Data: 21 marzo

Località: Åre

Ore: 

Pista: 

Partenza: 812 m s.l.m.

Arrivo: 396 m s.l.m.

Lunghezza: 1 308 m

Dislivello: 416 m

Tracciatore: 

#### Supergigante
| Pos. | Atleta               | Nazione   | Tempo |
| ---- | -------------------- | --------- | ----- |
| 1    | Douglas Hedin        | Svezia    | 51,88 |
| 2    | Daniel Ericsson      | Svezia    | 52,63 |
| 3    | Felix Monsén         | Svezia    | 52,69 |
| 4    | Alexander Köll       | Svezia    | 52,81 |
| 5    | Daniel Steding       | Svezia    | 53,29 |
| 6    | Max Luukko           | Finlandia | 53,39 |
| 7    | Anthon Cassman       | Svezia    | 53,67 |
| 8    | Fredrik Bauer        | Svezia    | 53,70 |
| 9    | Mattias Rönngren     | Svezia    | 53,79 |
| 10   | Max-Gordon Sundquist | Svezia    | 53,83 |

Data: 21 marzo

Località: Åre

Ore: 

Pista: 

Partenza: 812 m s.l.m.

Arrivo: 396 m s.l.m.

Lunghezza: 1 308 m

Dislivello: 416 m

Tracciatore: Ulf Emilsson

#### Slalom gigante
| Pos. | Atleta                | Nazione   | Tempo   |
| ---- | --------------------- | --------- | ------- |
| 1    | Jonas Nyberg          | Svezia    | 1:48,47 |
| 2    | Emil Jansson          | Svezia    | 1:48,86 |
| 3    | Johan Pietilä Holmner | Svezia    | 1:49,09 |
| 4    | Emil Johansson        | Svezia    | 1:49,32 |
| 5    | Eemeli Pirinen        | Finlandia | 1:49,38 |
| 6    | Douglas Hedin         | Svezia    | 1:49,43 |
| 6    | Johan Öhagen          | Svezia    | 1:49,43 |
| 8    | Daniel Ericsson       | Svezia    | 1:49,53 |
| 9    | Gustav Lundbäck       | Svezia    | 1:49,55 |
| 10   | Jakob Eriksson        | Svezia    | 1:49,72 |

Data: 22 marzo

Località: Funäsdalen

1ª manche:

Ore: 

Pista: 

Partenza: 935 m s.l.m.

Arrivo: 640 m s.l.m.

Dislivello: 295 m

Tracciatore: Mika Reunanen

2ª manche:

Ore: 

Pista: 

Partenza: 935 m s.l.m.

Arrivo: 640 m s.l.m.

Dislivello: 295 m

Tracciatore: Anders Pärson

#### Slalom speciale
| Pos. | Atleta           | Nazione   | Tempo    |
| ---- | ---------------- | --------- | -------- |
| 1    | Axel Bäck        | Svezia    | 1:31,17  |
| 2    | André Myhrer     | Svezia    | 1:31,55  |
| 3    | Anton Lahdenperä | Svezia    | 1:33,561 |
| 4    | Emil Johansson   | Svezia    | 1:34,65  |
| 5    | Eemeli Pirinen   | Finlandia | 1:34,88  |
| 6    | Carl-Johan Öster | Svezia    | 1:34,99  |
| 7    | Daniel Steding   | Svezia    | 1:35,03  |
| 8    | Andri Arnason    | Svezia    | 1:35,22  |
| 9    | Felix Monsén     | Svezia    | 1:35,23  |
| 10   | Per Saxvall      | Svezia    | 1:35,56  |

Data: 23 marzo

Località: Funäsdalen

1ª manche:

Ore: 

Pista: 

Partenza: 815 m s.l.m.

Arrivo: 640 m s.l.m.

Dislivello: 175 m

Tracciatore: Ingemar Särkimukka

2ª manche:

Ore: 

Pista: 

Partenza: 815 m s.l.m.

Arrivo: 640 m s.l.m.

Dislivello: 175 m

Tracciatore: Peter Lind

### Donne

#### Discesa libera
| Pos. | Atleta                  | Nazione | Tempo   |
| ---- | ----------------------- | ------- | ------- |
| 1    | Lisa Blomqvist          | Svezia  | 1:44,41 |
| 2    | Jessica Lindell Vikarby | Svezia  | 1:44,52 |
| 3    | Kajsa Kling             | Svezia  | 1:44,61 |
| 4    | Sara Hector             | Svezia  | 1:45,30 |
| 5    | Magdalena Fjällström    | Svezia  | 1:46,70 |
| 6    | Hanna Westman           | Svezia  | 1:47,07 |
| 7    | Emelie Wikström         | Svezia  | 1:47,25 |
| 8    | Ylva Stålnacke          | Svezia  | 1:47,86 |
| 9    | Lisa Hörnblad           | Svezia  | 1:48,42 |
| 10   | Sofia Möckelind         | Svezia  | 1:49,02 |

Data: 21 marzo

Località: Åre

Ore: 

Pista: 

Partenza: 812 m s.l.m.

Arrivo: 396 m s.l.m.

Lunghezza: 1 308 m

Dislivello: 416 m

Tracciatore: 

#### Supergigante
| Pos. | Atleta                  | Nazione   | Tempo |
| ---- | ----------------------- | --------- | ----- |
| 1    | Jessica Lindell Vikarby | Svezia    | 54,38 |
| 2    | Kajsa Kling             | Svezia    | 54,68 |
| 3    | Lisa Blomqvist          | Svezia    | 55,11 |
| 4    | Magdalena Fjällström    | Svezia    | 55,74 |
| 5    | Emelie Wikström         | Svezia    | 56,00 |
| 6    | Lisa Hörnblad           | Svezia    | 56,15 |
| 7    | Nea Luukko              | Finlandia | 56,99 |
| 8    | Hanna Westman           | Svezia    | 57,33 |
| 9    | Lin Ivarsson            | Svezia    | 57,54 |
| 10   | Veronica Smedh          | Svezia    | 58,05 |

Data: 21 marzo

Località: Åre

Ore: 

Pista: 

Partenza: 812 m s.l.m.

Arrivo: 396 m s.l.m.

Lunghezza: 1 308 m

Dislivello: 416 m

Tracciatore: Ulf Emilsson

#### Slalom gigante
| Pos. | Atleta                  | Nazione | Tempo   |
| ---- | ----------------------- | ------- | ------- |
| 1    | Jessica Lindell Vikarby | Svezia  | 1:50,91 |
| 2    | Frida Hansdotter        | Svezia  | 1:51,60 |
| 3    | Kajsa Kling             | Svezia  | 1:51,78 |
| 4    | Nathalie Eklund         | Svezia  | 1:51,90 |
| 5    | Magdalena Fjällström    | Svezia  | 1:52,07 |
| 6    | Emelie Wikström         | Svezia  | 1:52,11 |
| 7    | Sara Hector             | Svezia  | 1:52,12 |
| 8    | Charlotta Säfvenberg    | Svezia  | 1:52,14 |
| 9    | Anna Swenn Larsson      | Svezia  | 1:52,20 |
| 10   | Veronica Smedh          | Svezia  | 1:52,24 |

Data: 22 marzo

Località: Funäsdalen

1ª manche:

Ore: 

Pista: 

Partenza: 935 m s.l.m.

Arrivo: 640 m s.l.m.

Dislivello: 295 m

Tracciatore: Per Wilhelmson

2ª manche:

Ore: 

Pista: 

Partenza: 935 m s.l.m.

Arrivo: 640 m s.l.m.

Dislivello: 295 m

Tracciatore: Johan Wallner

#### Slalom speciale
| Pos. | Atleta               | Nazione   | Tempo   |
| ---- | -------------------- | --------- | ------- |
| 1    | Frida Hansdotter     | Svezia    | 1:30,67 |
| 2    | Nathalie Eklund      | Svezia    | 1:31,11 |
| 3    | Anna Swenn Larsson   | Svezia    | 1:31,18 |
| 4    | Charlotta Säfvenberg | Svezia    | 1:31,39 |
| 5    | Magdalena Fjällström | Svezia    | 1:31,46 |
| 6    | Merle Soppela        | Finlandia | 1:32,52 |
| 7    | Hanna Westman        | Svezia    | 1:32,62 |
| 8    | Lisa Blomqvist       | Svezia    | 1:32,63 |
| 9    | Paulina Grassl       | Svezia    | 1:32,90 |
| 10   | Veronica Smedh       | Svezia    | 1:33,33 |

Data: 23 marzo

Località: Funäsdalen

1ª manche:

Ore: 

Pista: 

Partenza: 815 m s.l.m.

Arrivo: 640 m s.l.m.

Dislivello: 175 m

Tracciatore: Mattias Eriksson

2ª manche:

Ore: 

Pista: 

Partenza: 815 m s.l.m.

Arrivo: 640 m s.l.m.

Dislivello: 175 m

Tracciatore: Hans Nyström